# FK Epitsentr
FK Epitsentr (ook wel: FK Epitsentr Kamjanets-Podilsky) is een Oekraïense voetbalclub uit Kamjanets-Podilsky.

## Geschiedenis
De club is opgericht in 1960, waarna het geruime tijd actief was op het amateurniveau van Oekraïne. Voor het seizoen van 2020/21 kreeg de club voor het eerst in haar geschiedenis toegang tot het derde niveau van het land. In 2022 behaalde de club promotie naar het tweede niveau. In datzelfde jaar verhuisde de club van Doenajivtsi naar Kamjanets-Podilsky. In het eerste seizoen op het tweede niveau van Oekraïne eindigde de club als zesde in de competitie.
In 2025 eindigde de club op een eerste plaats in de Persja Liha, en kwam daardoor in het seizoen 2025/26 voor het eerst uit op het hoogste niveau.
Epitsentr ·
Dynamo Kiev · 
Karpaty Lviv ·
Kolos Kovalivka · 
Kryvbas Kryvy Rih · 
SC Poltava · 
LNZ Tsjerkasy · 
Livyi Bereh ·
Obolon · 
Oleksandrija · 
Polissja Zjytomyr · 
Roech Lviv · 
Sjachtar Donetsk · 
Veres Rivne · 
Zorja Loehansk